# Wath-in-Nidderdale
Wath – wieś w Anglii, w hrabstwie North Yorkshire, w dystrykcie (unitary authority) North Yorkshire. Leży 49 km na zachód od miasta York i 309 km na północ od Londynu.